# 我在墾丁*天氣晴
《我在墾丁*天氣晴》是紅豆製作股份有限公司製作的公視連續劇。拍攝場景大多在恆春半島，由知名導演鈕承澤引領眾多演員拍攝的一部偶像劇，其中阮經天也因此劇一炮而紅。播放後廣受好評，並榮獲「第43屆電視金鐘獎－戲劇節目編劇獎」。

## 劇情大綱
主要敘述三個從小在屏東長大的年輕人鍾漢文 ( 網路匿名：天氣晴，彭于晏飾 )、方亮羽 ( 李康宜飾 )、林佐旭 ( 李紹祥飾 ) 共同守護家鄉墾丁自然環境的故事。
劇中有來自台北都會的中小企業家楚逸揚 ( 鈕承澤飾 )、網路文青作家丁曉緯 ( 筆名：雨不停，張鈞甯飾 )、美國華裔回國的插畫家郭紹南 ( 阮經天飾 )，他們各自背後都有不堪回首的往事，但是都因熱愛墾丁的自然純樸，紛紛定居紮根於此而成為樸實的恆春人，並協助當地居民守護墾丁。
在守護的阻力上，有美國來的環保狂熱分子百般挑剔，在國際社群媒體上大肆批評墾丁應除名國家公園的資格；有官方透過BOT案規劃公辦民營投資興建各項設施響應環保，卻大大影響當地居民靠自然環境生存的營生利益，引发居民不满，示威抗議爆發流血衝突；也有財團重视利益、漠视环保之面目的強烈對比，发人深省。
金控集團假借入股資助楚逸揚在墾丁建設自然與人文共生的環保渡假村計畫案，並利用鍾漢文協助當地居民集資並收購土地，暗中卻鑽法律漏洞，竄改企劃書為興建購物商城，謊言揭穿之後，二度引发当地居民不满示威抗議，楚逸揚、鍾漢文也無辜成為眾矢之的。

## 演出

### 主演
| 演員   | 角色             | 粵語配音 | 簡介 |
| 彭于晏 | 鍾漢文（天氣晴） | 伍博民   | 22歲，土生土長的墾丁男孩，個性開朗陽光、不拘小節。平時幫阿公顧店之外，漢文也是衝浪俱樂部的教練。在網路上就認識丁曉緯在網路上的名字雨不停，而且也喜歡網路上的雨不停，之後因為遇到剛來到墾丁的丁曉緯，對丁曉緯一見鍾情，而丁曉緯親口告訴他自己就是雨不停，而很高興，並開始追求丁曉緯，而丁曉緯也被他的付出跟追求給感動了，而丁曉緯也親口告訴他自己喜歡的是他，最後跟丁曉緯成為男女朋友。                           |
| 張鈞甯 | 丁曉緯（雨不停） | 陳凱婷   | 25歲，網路純愛故事作家，擁有許多忠實讀者並在文藝圈小有名氣。可惜真實生活中總是扮演第三者的角色，拚命委曲求全、毫無保留、狂暴撕扯的結果，卻只讓她越來越不相信愛情，在網路上就認識鍾漢文在網路上的名字天氣晴，而且也喜歡網路上的天氣晴，之後去墾丁遇到了鍾漢文，一開始只認為鍾漢文是個傻氣的幼稚鬼，但後來被鍾漢文的付出跟追求給感動了，而愛上鍾漢文，也親口告訴鍾漢文，自己喜歡的是他，最後跟鍾漢文成為男女朋友。 |
| 阮經天 | 郭紹南（阿南）   | 黃啟昌   | 27歲，插畫家，早有家庭的父親便拋棄了他和媽媽，與母親相依為命。曾在好萊塢一流的動畫公司工作了兩年，25歲時不顧母親反對回台，卻遭父親毫無情感的「補償」，憑著對繪畫的天賦和愛好，誓言要打拚出一番成績，喜歡方亮羽。 |
| 李康宜 | 方亮羽（亮亮）   | 梁少霞   | 22歲，墾丁國家公園解說員，墾丁當地人，善良開朗外向、待人積極熱情，常把別人的困難當作自己的問題來解決。與漢文、阿佐是從小到大的好朋友。 |
| 李紹祥 | 林佐旭（阿佐）   | 陳廷軒   | 22歲，警察，從小在墾丁鄉下野大的。小時候跟著鄰居小孩爬山下海，到處探險，鄉里同輩都認識他。全世界除了亮亮以外都認為他們倆是一對，在漢文充當軍師的幫助下，積極地對亮亮展開追求。 |
| 鈕承澤 | 楚逸揚（楚大哥） | 朱子聰   | 45歲，在台北開過各式各樣的酒吧，後來投資不利，與妻子離婚，妻女赴國外獨立生活，隻身一人來墾丁發展。除了經營自己的生意之外，不忘照顧本地居民，不定期舉辦活動為墾丁當地機構募款，收留中輟生在店裡工作。 |

### 特別演出
| 演員   | 角色       | 職業／關係                                                                                         |
| 九孔   | 自殺男     | 因工作和感情不順遂，在墾丁海灘投海自盡，被鍾漢文救起。                                             |
| 樊光耀 | 劉健章     | 建築公司老闆，曉緯前男友。與前妻離異後，兩人共同扶養女兒妞妞，與曉緯交往的期間，依舊不改風流本色。 |
| 趙自強 | 總編輯     | 大辣文化出版社總編輯。                                                                             |
| 陳博正 | 亮 爸      | 方亮羽的父親。                                                                                     |
| 林美秀 | 亮 媽      | 方亮羽的母親。                                                                                     |
| 鍾欣凌 | 亮同事     | 亮亮在墾丁國家公園的同事，直言不忌。                                                               |
| 大 牙  | 小 雁      | 阿南的前女友，借錢給阿南經營工作室。                                                               |
| 王湘涵 | 女編輯     | 大辣文化出版社編輯之一，負責「雨不停」的文稿。                                                     |
| 張 龍  | 阿 公      | 漢文的阿公，供吃供住，支持孫子漢文的決定。                                                         |
| 歪妹   | 執行長     | 楚大哥的朋友。                                                                                     |
| 陶傳正 | 章中拙     | 為大企業總裁，阿南是其私生子。                                                                     |
| 張 琴  | 阿佐媽     | 阿佐的母親。                                                                                       |
| 柯素雲 | 阿南媽     | 阿南的母親。                                                                                       |
| 邱秀敏 | 阿南外婆   | 阿南的外婆。                                                                                       |
| 吳炎棟 | 漢文爸     | 漢文的父親，住在高雄。                                                                             |
| 呂亞霆 | 小 鬼      | 四處流浪的叛逆少年，被楚大哥收養感化。                                                             |
| 何以奇 | 小護士     | 南門醫院護士，一開始對漢文有好感。                                                                 |
| 曾珮瑜 | 劉健章前妻 | 與劉健章離婚後感情不睦，為妞妞的母親。                                                             |
| 江貞佑 | MIKI       | 劉健章新女友，某集團總裁的千金。                                                                   |
| 林明遠 | 阿 冬      | 漢文的表哥，經營水上活動的設施。                                                                   |
| 鄭安哲 | Anko哥     | |
| 夏克立 | Chris      | 與曉緯一同到墾丁的老外之一，活潑外向，其實是國際環評員。                                           |
| JOE    | Joe        | 與曉緯一同到墾丁的老外之一，常拿著相機四處拍照，其實是國際環評員。                                 |
| 李映萱 | 妞 妞      | 劉健章的女兒。                                                                                     |
| 陳智楷 | 小阿南     | |

## 音樂

### 片頭曲
- 歌名：有你的快樂
- OT：Lost in Paradise
- OT原詞曲：Peter Sven Kvint／Vincent Degiorgio
- 改編詞：娃娃
- 演唱人：王若琳
- 提供：新力博德曼音樂娛樂股份有限公司

### 片尾曲
- 歌名：因為你愛我
- OT：As love begins to mend
- OT原詞曲：王若琳／Martin Tan
- 改編詞：娃娃
- 演唱人：王若琳
- 提供：新力博德曼音樂娛樂股份有限公司

### 插曲
- 插曲：蘇打綠《無與倫比的美麗》專輯-遊樂
- 提供：林暐哲音樂社

### 配樂
- 作曲、編曲：嘉莉錄音工坊

## 劇組人員
- 總導演：鈕承澤
- 導演：林清振
- 監製：徐秋華
- 督導：張朝晟
- 製作人：鈕承澤、黃志明
- 製作協調：巫知諭
- 編劇：王小棣、溫郁芳、黃瓊慧、張可欣、柯雁心
- 總策劃：尹慧文、曾莉婷
- 製片：許仁豪
- 攝影指導：柯政銘
- 燈光指導：周志信
- 美術指導：鄭靄雲
- 音樂指導：吳嘉莉
- 剪輯指導：吳寶玉
- 策劃：李穎儀、林家如
- 執行製作：陳亮材、陳嘉蓉、許宬瑋
- 製作助理：李家亦、吳昆霖
- 助導：劉權慧、孫玉璽
- 場記：孫玉璽、柯俋森
- 場務：鄭俊鴻、邵元偉、黃海源、李信宗
- 道具陳設：周志憲、楊華農
- 化妝：杜惠菁、劉雅惠
- 服管：李玉涵
- 攝影助理：裴佶緯、陳加融、李冠賢
- 攝影器材：大川大立數位影音股份有限公司（HD）
- 燈光助理 鄭元冠、陳冠穎
- 後製：彭睿穎
- 剪輯：王雅玲、蕭智嘉
- 音樂編曲：嘉莉錄音工坊
- 音效：嘉莉錄音工坊
- 音效錄音：嘉莉錄音工房
- 企劃宣傳：齊石傳播、徐書銘、周宇茜、林晉湉
- 片頭製作：黃金盛
- 劇照：陳彥傑

## 相關週邊

### 書籍
- 《我在墾丁*天氣晴電視小說》‧原著：紅豆製作股份有限公司／小說：葉子綠著‧平裝本出版社‧2007年12月11日發行‧ISBN 9789578036642

### DVD
- 《我在墾丁*天氣晴》DVD BOX 全20集 共10片（2008年4月11日昇龍數位科技股份有限公司總代理）

## 入圍及得獎紀錄

### 第43屆電視金鐘獎
| 年份   | 獲提名作品                                     | 獎項                 | 結果 |
| ------ | ---------------------------------------------- | -------------------- | ---- |
| 2008年 | 王小棣、溫郁芳、黃瓊慧、張可欣、柯雁心、曾莉婷 | 戲劇節目編劇獎       | 獲獎 |
| 2008年 | 彭于晏                                         | 戲劇節目男主角獎     | 提名 |
| 2008年 | 我在墾丁*天氣晴                                | 戲劇節目獎           | 提名 |
| 2008年 | 鈕承澤、林清振                                 | 戲劇節目導播（演）獎 | 提名 |

## 外部連結
- 官方网站－公視
- 官方网站－華視
- 官方网站－香港無綫電視
- 互联网电影数据库（IMDb）上《我在墾丁*天氣晴》的资料（英文）

## 作品的變遷
| 公視主頻 每週六 20:30                                  | 公視主頻 每週六 20:30                       | 公視主頻 每週六 20:30                        |
| ------------------------------------------------------ | ------------------------------------------- | -------------------------------------------- |
|                                                        | 我在墾丁*天氣晴 （2007.12.15 - 2008.02.16） |                                              |
| 亂世豪門 （2007.10.04 - 2007.12.08）                   | -                                           |                                              |
| 香港 無綫劇集台 每週一至週五19:15 - 20:15              |                                             |                                              |
| 微笑PASTA                                              | 我在墾丁*天氣晴 （2008.04.11 - 2008.05.08） | 這裡發現愛 （2008.05.09 - 2008.06.12）       |
| 新加坡 星和都會台 每週日 19:00 - 21:00                 |                                             |                                              |
| 這裡發現愛 （2008.05.18 - 2008.08.10）                 | 我在墾丁*天氣晴 （2008.08.17 - 2008.10.19） | 翻滾吧！蛋炒飯 （2008.10.26 - 2008.12.28）   |
| 無綫電視高清翡翠台 高清劇場 每週一至週五 18:00 - 19:00 |                                             |                                              |
| 超級特派員 （2008.07.14 - 2008.07.25）                 | 我在墾丁*天氣晴 （2008.08.25 - 2008.09.19） | 這裡發現愛 （2008.09.22 - 2008.10.27）       |
| 马来西亚 Astro雙星 每週一至週五 19:30 - 20:15          |                                             |                                              |
| 命中注定我愛你 （2008.09.16 - 2008.11.07）             | 我在墾丁*天氣晴 （2008.11.07 - 2008.12.05） | 蜂蜜幸運草                                   |
| 香港 無綫電視J2 每週一至週五19:30 - 20:30              |                                             |                                              |
| 這裡發現愛 （2009.03.30 - 2009.05.04）                 | 我在墾丁*天氣晴 （2009.05.05 - 2009.06.01） | 惡作劇之吻 （2009.06.02 - 2009.07.13）       |
| 華視主頻 每週一至週四 20:00 - 22:00                    |                                             |                                              |
| 魔女18號 （2009.06.08 - 2009.09.30）                   | 我在墾丁*天氣晴 （2009.10.05 - 2009.10.20） | 別再叫我外籍新娘 （2009.10.21 - 2009.11.05） |